# Atari Teenage Riot
Atari Teenage Riot – niemiecka grupa z nurtu digital hardcore.
Zespół został założony w styczniu 1992. Od początku w jego skład wchodzili Alec Empire, Hanin Elias oraz Carl Crack. W tym samym roku ukazał się pierwszy singel Hetzjagd auf Nazis. W 1993 Atari Teenage Riot podpisało kontrakt z wytwórnia Phonogram. W 1994 Alec Empire założył w Londynie własny label, Digital Hardcore Recordings. Właśnie w DHR będą się ukazywać produkcje Atari Teenage Riot, a nazwa wytwórni stanie się określeniem całego gatunku.
Debiutancki Delete Yourself! pojawił się na rynku w 1995. Druga studyjna płyta Atari to The Future Of War z 1997. W tym samym roku do zespołu dołączyła Nic Endo. Trzeci regularny krążek – 60 Second Wipeout – ukazał się w 1999.
Twórczość Atari Teenage Riot łączyła w sobie elementy muzyki gitarowej (punk, metal, rock) z szeroko pojętą elektroniką (hardcore, gabber, breakbeat, big beat, jungle) i hip-hopem. Członkowie eksperymentowali także z muzyką noise.
Zespół nie ukrywał swych antynazistowskich, anarchistycznych przekonań politycznych. Grał wspólne koncerty z takimi zespołami jak Beck, Rage Against the Machine czy Nine Inch Nails.
Atari Teenage Riot zostało rozwiązane w 2000, a jego członkowie rozpoczęli kariery solowe. W 2010 roku zespół postanowił się reaktywować z nowym wokalistą CX KiDTRONiK, który zastąpił zmarłego Cracka.

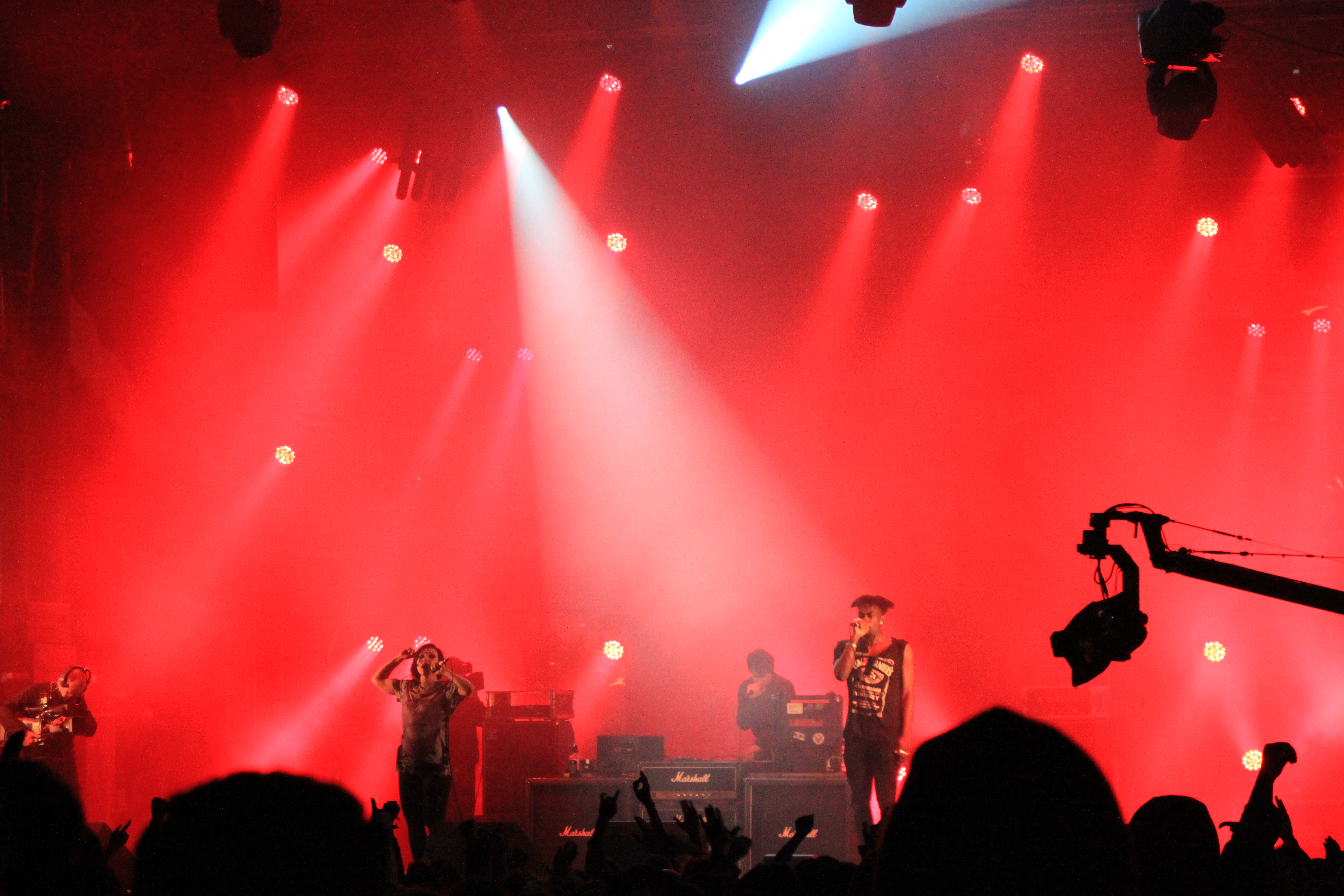
A.T.R., Hellfest 2013

## Dyskografia
Albumy studyjne
- 1995 (1995)
- The Future of War (1997)
- 60 Second Wipe Out (1999)
- Is This Hyperreal? (2011)
- Reset (2014)

Albumy kompilacyjne
- Burn, Berlin, Burn! (1997)
- Redefine the Enemy!: Rarities and B-Sides Compilation 1992–1999 (2002)
- Atari Teenage Riot 1992-2000 (2006)

Albumy koncertowe
- Live in Philadelphia Dec. 1997 (1998)
- Live at Brixton Academy 1999 (1999)
- Riot in Japan 2011 (2012)

Minialbumy
- Kids Are United E.P. (1993)
- Not Your Business E.P. (1996)
- Sick to Death E.P. (1997)
- Destroy 2000 Years of Culture E.P. (1997)
- Revolution Action E.P. (1999)
- Too Dead for Me EP (1999)
- Rage E.P. (2000)
- Modern Liars (2014)
- J1M1 (2015)